# Saison 1 d'American Crime
Chronologie
Saison 2
Cet article présente le guide des épisodes de la première saison de la série télévisée américaine American Crime.

## Généralités
- Le 9 mai 2014, le réseau ABC annonce officiellement après le visionnage du pilote, la commande du projet de série[1],[2].
- Aux États-Unis, la saison a été diffusée du 5 mars 2015 au 14 mai 2015 sur ABC.
- Au Canada, la saison a été diffusée en simultanée sur CTV, dù aux différences de fuseau horaire dans les provinces de l'Atlantique, elle est diffusée 2 heures en avance sur les stations atlantiques de CTV, même avant la diffusion aux États-Unis.

## Distribution

### Acteurs principaux
- Felicity Huffman (VF : Danièle Douet) : Barb Hanlon, la mère de la victime et l'ex-femme de Russ
- Timothy Hutton (VF : Jean-François Aupied) : Russ Skokie, le père de la victime et l'ex-mari de Barb, il a un passé chaotique.
- W. Earl Brown (VF : Michel Papineschi) : Tom Carlin, le père de Gwen, la femme de la victime qui est dans le coma depuis l'incident.
- Richard Cabral (VF : Jérémy Prévost) : Hector Tontz, un trafiquant de drogue mexicain.
- Caitlin Gerard (VF : Sandra Valentin) : Aubry Taylor, une junkie américaine en couple avec Carter.
- Benito Martinez (VF : Stéphane Bazin) : Alonzo Gutiérrez, le père de Tony.
- Penelope Ann Miller (VF : Ariane Deviègue) : Eve Carlin, la femme de Tom et la mère de Gwen, la femme de la victime.
- Elvis Nolasco (VF : Jean-Baptiste Anoumon) : Carter Nix, l'accusé, il est en couple avec Aubry et est accro aux drogues.
- Johnny Ortiz (VF : Hugo Brunswick) : Tony Gutiérrez, un adolescent d'origine mexicaine qui se retrouve accidentellement accusé de complicité de meurtre.

### Acteurs récurrents
- Regina King (VF : Mbembo) : Aliyah Shadeed, la sœur de Carter qui est convertie à l'Islam.
- Gleendilys Inoa : Jenny Gutiérrez, la fille d'Alonzo et la sœur aînée de Tony
- Lili Taylor : Nancy Straumberg
- Julian Works : Edgar
- Garrett Graham : Brian Taylor
- David Hoflin (en) (VF : Sébastien Desjours) : Mark Skokie, le fils de Barb et Russ et le frère cadet de Matt.
- Gwendoline Yeo (VF : Yumi Fujimori) : Richelle, fiancée de Mark Skokie qui est d'origine asiatique.
- Brent Anderson (VF : Lionel Tua) : Détective Chuck Palmer, l'officier chargé de l'enquête.
- Rey Herrera : Hayes

## Épisodes

### Épisode 1:Meurtre à Modesto
- États-Unis /  Canada : 5 mars 2015 sur ABC[3] / CTV[4]
- France,  Suisse :
  - 10 mars 2015 sur Canal+ Séries[5] (en VOST)
  - 3 juin 2015 sur Canal+ Séries (en VF)
- Belgique : 27 août 2015 sur Be TV[6]

- États-Unis : 8,37 millions de téléspectateurs[7] (première diffusion)
- Canada : 1,5 million de téléspectateurs[8] (première diffusion + différé 7 jours)

- Marlyne Barrett (Chris Thompson)
- Keith Bogart (Reporter)
- Gleendilys Inoa (Jenny Gutiérrez)

### Épisode 2:Oakland
- États-Unis /  Canada : 12 mars 2015 sur ABC / CTV
- France,  Suisse :
  - 17 mars 2015 sur Canal+ Séries (en VOST)
  - 3 juin 2015 sur Canal+ Séries (en VF)
- Belgique : 3 septembre 2015 sur Be TV

- États-Unis : 5,76 millions de téléspectateurs[9] (première diffusion)
- Canada : 1,126 million de téléspectateurs[10] (première diffusion + différé 7 jours)

- Marlyne Barrett (Chris Thompson)
- Gleendilys Inoa (Jenny Gutiérrez)
- Lili Taylor (Nancy Straumberg)
- Brent Anderson (Palmer)
- Kelli Bland (Barista)
- Keith Bogart (Grell/Reporter)
- Dave Buckman (Richter)
- Michael Clossin (Judge Wilson)
- Jon Michael Davis (Detective Sanderson)
- David DeLao (George Fierro)
- Jesse DeLuna (Officer Connors)
- Michael Fischer (Wes)
- Amanda Garza (Clair)
- David Garza (Video Judge)
- Rey Herrera (Hayes)
- Bob Hess (Michael Taylor)
- Shane Jacobsen (Quinn)
- E. Jason Liebrecht (Scott)
- Sohail Lodhia (Cashier)
- Marcus M. Mauldin (Parsons)
- Grant Merritt (Matt Skokie)
- Nadine Mozon (Peggy)
- Julian Owen (Silk)
- Jennifer Sydney (Operator)
- Todd Terry (Jackson)

### Épisode 3:Les uns contre les autres
- États-Unis /  Canada : 19 mars 2015 sur ABC / CTV
- France,  Suisse :
  - 24 mars 2015 sur Canal+ Séries (en VOST)
  - 3 juin 2015 sur Canal+ Séries (en VF)
- Belgique : 21 septembre 2015 sur Be TV

- États-Unis : 5,54 millions de téléspectateurs[11] (première diffusion)

- Jesse Borrego (Oscar)
- Gleendilys Inoa (Jenny Gutiérrez)
- Julian Works (Edgar)
- Lili Taylor (Nancy Straumberg)

### Épisode 4:La robe bleue
- États-Unis /  Canada : 26 mars 2015 sur ABC / CTV
- France,  Suisse :
  - 31 mars 2015 sur Canal+ Séries (en VOST)
  - 10 juin 2015 sur Canal+ Séries (en VF)
- Belgique : 21 septembre 2015 sur Be TV

- États-Unis : 5,56 millions de téléspectateurs [12] (première diffusion)

- David Hoflin (Mark)
- Daniel Louis Rivas (Tejo)
- Julian Works (Edgar)
- Lili Taylor (Nancy Straumberg)
- Brent Anderson (Palmer)
- Ainsley Bailey (Diny)
- Barbara Chisholm (Judge Days)
- Lori Z. Codova (Kaylie)
- David DeLao (Fierro)
- Cedric Duplechain (Timothy Little)
- Vincent Fuentes (Lido)
- Garrett Graham (Brian Taylor)
- Bob Hess (Michael Taylor)
- Shelton Jolivette (Minister Yousef)
- Titos Menchaca (Dex)
- Joe Nemmers (Rick Soderbergh)
- Samson Pleasant (Evans)
- Nicholas Saenz (Devon)
- Jennifer Savidge (Ruth Taylor)
- Jennifer Sydney (Jessie)
- Emily Warfield (Lisa)
- Kathy Rose Center (Woman Customer)
- Grady McCardell (CO in Hallway)

### Épisode 5:Mauvais plan
- États-Unis /  Canada : 2 avril 2015 sur ABC / CTV
- France,  Suisse :
  - 7 avril 2015 sur Canal+ Séries (en VOST)
  - 3 juin 2015 sur Canal+ Séries (en VF)
- Belgique : 28 septembre 2015 sur Be TV

- États-Unis : 4,69 millions de téléspectateurs[13] (première diffusion)

- David Hoflin (Mark Skokie)
- Gleendilys Inoa (Jenny Gutiérrez)
- Joseph Julian Soria (Luis)

### Épisode 6:Rien de gratuit
- États-Unis /  Canada : 9 avril 2015 sur ABC / CTV
- France,  Suisse :
  - 14 avril 2015 sur Canal+ Séries (en VOST)
  - 17 juin 2015 sur Canal+ Séries (en VF)
- Belgique : 28 octobre 2015 sur Be TV

- États-Unis : 4,4 millions de téléspectateurs[14] (première diffusion)

- David Hoflin (Mark)
- Jesse Borrego (Oscar)
- Brent Sexton (Tommy)
- Lili Taylor (Nancy Straumberg)
- Gleendilys Inoa (Jenny Gutiérrez)
- Joseph Julian Soria (Luis)
- Brent Anderson (Palmer)
- Ricky Catter (Sanchez)
- Cedric Duplechain (Timothy Little)
- Jim Flowers (Joseph)
- Edgar Ivan Garcia (Carlos)
- Christian Gallegos (Joaquin Montoya)
- Garrett Graham (Brian Taylor)
- Bob Hess (Michael Taylor)
- Shane Jacobsen (Détective Quinn)
- Matthew James (Stevie)
- Crystal Martinez (Rebecca)
- Robert Moraga (Adrian)
- Joe Nemmers (Rick Soderbergh)
- Susan O'Rourke (Sara Burnley)
- Kira Pozehl (Gwen Skokie)
- Jennifer Sydney (Jessie)
- Todd Terry (Jackson)
- Leticia Trejo (Esperanza)
- Emily Warfield (Lisa)

### Épisode 7:De fil en aiguille
- États-Unis /  Canada : 16 avril 2015 sur ABC / CTV
- France,  Suisse :
  - 21 avril 2015 sur Canal+ Séries (en VOST)
  - 17 juin 2015 sur Canal+ Séries (en VF)
- Belgique : 5 octobre 2015 sur Be TV

- États-Unis : 4,38 millions de téléspectateurs[15] (première diffusion)

- Jesse Borrego (Oscar)
- David Hoflin (Mark Skokie)
- Gleendilys Inoa (Jenny Gutiérrez)
- Lily Knight (Colleen Sherrod)
- Gwendoline Yeo (Richelle)

### Épisode 8:Négociations
- États-Unis /  Canada : 23 avril 2015 sur ABC / CTV
- France,  Suisse :
  - 27 avril 2015 sur Canal+ Séries (en VOST)
  - 24 juin 2015 sur Canal+ Séries (en VF)
- Belgique : 5 octobre 2015 sur Be TV

- États-Unis : 4,05 millions de téléspectateurs[16] (première diffusion)

- Lili Taylor (Nancy Straumberg)
- David Hoflin (Mark)
- Lily Knight (Colleen Sherrod)
- Julian Works (Edgar)
- Gwendoline Yeo (Richelle)
- Luis Acevedo (Officer Rodriguez)
- Gene Bolton (Troublemaker 2)
- Ricky Catter (Sanchez)
- Cedric Duplechain (Timothy Little)
- Patrick Gathron (Belligerent Protestor)
- Rey Herrerra (Hayes)
- Timothy Hoppock (Officer Roberts)
- Shelton Jolivette (Minister Yousef)
- Joe Nemmers (Rick Soderbergh)
- Sarah Niarkos (Doris)
- Kattia Ortiz (Sibila Nunez)
- Christopher Dontrell Piper (Malik)
- Kira Pozehl (Gwen Skokie)
- Jennifer Savidge (Ruth Taylor)
- Jennifer Sydney (Jessie)
- Scott Takeda (Mike Narasaki)
- Marshall Teague (Ben Callahan)
- Todd Terry (Jackson)
- Emily Warfield (Lisa)
- Jack Watkins (Darrel)

### Épisode 9:Réparation
- États-Unis /  Canada : 30 avril 2015 sur ABC / CTV
- France,  Suisse :
  - 4 mai 2015 sur Canal+ Séries (en VOST)
  - 24 juin 2015 sur Canal+ Séries (en VF)
- Belgique : 12 octobre 2015 sur Be TV

- États-Unis : 3,63 millions de téléspectateurs[17] (première diffusion)

- Jesse Borrego (Oscar)
- Julian Works (Edgar)
- Lili Taylor (Nancy Straumberg)
- Pablo Bracho (Raul Seravia)
- Kedrick Brown (Brad Joseph)
- Barbara Chisholm (Juge Days)
- Cedric Duplechain (Timothy Little)
- Timothy Eric (DuPaul)
- Avery Fields (Boy)
- Rey Herrera (Hayes)
- Bob Hess (détective Quinn)
- Shelton Jolivette (Minister Yousef)
- Jennifer Matyear (Clerk)
- Diane Melius (Nurse)
- Joe Nemmers (Rick Soderbergh)
- Kattia Ortiz (Sibila Nunez)
- Christopher Dontrell Piper (Malik)
- Nicholas Saenz (Devon Hall)
- Jennifer Savidge (Ruth Taylor)
- Tony Sears (Warren Copeland)
- Marshall Teague (Ben Callahan)
- Todd Terry (Jackson)

### Épisode 10:Lâcher prise
- États-Unis /  Canada : 7 mai 2015 sur ABC / CTV
- France,  Suisse :
  - 11 mai 2015 sur Canal+ Séries (en VOST)
  - 1er juillet 2015 sur Canal+ Séries (en VF)
- Belgique : 12 octobre 2015 sur Be TV

- États-Unis : 4,17 millions de téléspectateurs[18] (première diffusion)

- David Hoflin (Mark)
- Jesse Borrego (Oscar)
- Gleendilys Inoa (Jenny Gutiérrez)
- Gwendoline Yeo (Richelle)
- Brent Anderson (Palmer)
- Ricky Catter (Sanchez)
- Israel Bocanegra (Co Malloy)
- Matt Connelly (Mr. Hall)
- Mike Clossin (Juge Wilson)
- Darryl Cox (Evan Barry)
- Vanessa DeSilvio (Paredes)
- Cedric Duplechain (Timothy Little)
- Edgar Ivan Garcia (Carlos)
- Bob Hess (Michael Taylor)
- Shane Jacobsen (détective Quinn)
- Linda Leonard (Lorietta)
- Joe Nemmers (Rick Soderbergh)
- Kattia Ortiz (Sibila Nunez)
- Hugo Perez (Robles)
- Kira Pozehl (Gwen Skokie)
- Jennifer Savidge (Ruth Taylor)
- Todd Terry (Jackson)
- Leticia Trejo (Esperanza)
- Vernon Tuck (Manny)

### Épisode 11:Justice pour tous
- États-Unis /  Canada : 14 mai 2015 sur ABC[19] / CTV
- France,  Suisse :
  - 18 mai 2015 sur Canal+ Séries (en VOST)
  - 1er juillet 2015 sur Canal+ Séries (en VF)
- Belgique : 12 novembre 2015 sur Be TV

- États-Unis : 4,21 millions de téléspectateurs[20] (première diffusion)

- David Hoflin (Mark)
- Gleendilys Inoa (Jenny Gutiérrez)
- Gwendoline Yeo (Richelle)
- Brent Anderson (Palmer)
- Cedric Duplechain (Timothy Little)
- Kira Pozehl (Gwen Skokie)
- Jennifer Savidge (Ruth Taylor)
- Kattia Ortiz (Sibila Nunez)
- Bob Hess (Michael Taylor)
- Shane Jacobsen (détective Quinn)
- Hugo Perez (Robles)
- Shelton Jolivette (Minister Yousef)
- Erika Erica (Nurse)
- Todd Upchurch (Pastor James Bennett)
- Michael Ocampo (Marcus)
- Lanell Pena (Principal Hegera)
- Dawn Erin (Jensen)
- Eduardo Renteria (Gonzolaes)
- Jorge Rodas (Reyes)
- Jorge Ordonez (Father Pena)
- Pablo Esparza (Juge Perez)
- Randy DeHoyos (Mexican Bailiff)
- Dan Silver (Modesto Police Officer)